# Berresa
Berresa là một chi bướm đêm thuộc họ Noctuidae.